# Навагаттегама (підрозділ окружного секретаріату)
Підрозділ окружного секретаріату Навагаттегама — підрозділ окружного секретаріату округу Путталам, Північно-Західна провінція, Шрі-Ланка. Складається з 19 Грама Ніладхарі.